# Zarratón
Zarratón tỉnh và cộng đồng tự trị La Rioja, phía bắc Tây Ban Nha. Đô thị này có diện tích là 18,69 ki-lô-mét vuông, dân số năm 2009 là 328 người với mật độ 17,55 người/km². Đô thị này có cự ly 46 km so với Logroño.